# Vee Vee
Vee Vee — второй студийный альбом американской инди-рок группы Archers of Loaf из Северной Каролины (Чапел-Хилл). Он был выпущен 6 марта 1995 года на лейблах Alias и переиздан в 2012 году на Merge.

## История
Альбом Vee Vee был записан в Чикаго, штат Иллинойс, в августе 1994 года и спродюсирован группой и Бобом Уэстоном. Он был выпущен в марте 1995 года независимым лейблом Alias Records. «Harnessed in Slums» был выпущен в качестве сингла альбома и получил значительное количество эфиров на радиостанциях колледжей и альтернативного рока. Двухдисковое переиздание альбома, содержащее несколько раритетов, демо и Би-сайдов, было выпущено 21 февраля 2012 года компанией Merge Records.

## Отзывы
| Оценки критиков            | Оценки критиков |
| Источник                   | Оценка          |
| -------------------------- | --------------- |
| AllMusic                   | [ 1 ]           |
| The Boston Phoenix         | [ 5 ]           |
| Chicago Tribune            | [ 6 ]           |
| Christgau's Consumer Guide | A               |
| Consequence of Sound       | [ 8 ]           |
| Pitchfork                  | 8.4/10          |
| Q                          | [ 10 ]          |
| Record Collector           | [ 11 ]          |
| Rolling Stone              | [ 12 ]          |
| Spin                       | 8/10            |

Vee Vee получил положительные отзывы от музыкальных критиков. Критик AllMusic Грегори Хини оценил альбом на 4,5 из 5 и отметил, что «На Vee Vee, втором полноформатнике инди-новаторов из Чапел-Хилла, группа ловко избегает даже подобия спада второго плана, возвращаясь с некой аляповатой свирепостью, которую квартет использует с большим эффектом, когда они бьют и бьют на своём пути через альбом красиво неправильной формы и неотполированного инди-рока. Вооружённые лишь несколькими уродливыми гитарными аккордами, большими идеями и наглым отношением, Archers of Loaf делают смелый шаг, используя альбом для того, чтобы вмять больше вмятин в свой звук, а не усовершенствовать его». Рецензент сказал, что альбом «вновь и вновь доказывает Archers of Loaf, что в музыке действительно важны сердце, пот и зерно, и что если они на вашей стороне, все остальное просто становится на свои места». Наташа Стовалл, написавшая рецензию для журнала Spin, высоко оценила искреннее пение Эрика Бахмана, заявив, что его «хриплое, носовое отчаяние воплощает тонкую смесь мотивов Vee Vee».

## Список композиций
Все песни написаны Archers of Loaf, если не указано иное.
1. «Step into the Light» (Mark Griffiths) — 4:22
2. «Harnessed in Slums» — 3:16
3. «Nevermind the Enemy» — 2:31
4. «Greatest of All Time» — 3:51
5. «Underdogs of Nipomo» — 3:31
6. «Floating Friends» — 3:48
7. «1985» — 0:52
8. «Fabricoh» — 3:05
9. «Nostalgia» — 1:18
10. «Let the Loser Melt» — 3:32
11. «Death in the Park» — 3:30
12. «The Worst Has Yet to Come» — 2:50
13. «Underachievers March and Fight Song» — 3:03
14. «Freezing Point» — 2:36 (Японский бонусный трек)